# Aneta Šmrhová
Anetta Keys, de son vrai nom Aneta Šmrhová née le 18 novembre 1983 à Křivoklát, est une actrice pornographique tchèque.

## Biographie
Elle a utilisé plusieurs pseudonymes dont le plus connu est Aneta Keys, certainement en référence à la chanteuse Alicia Keys. Elle a commencé sa carrière en 2002, cinq mois après ses 18 ans, avec Pierre Woodman (Casting X 44 de Private) et diverses photo/videos pour lui chez Hustler. Après seulement cinq scènes Boy/girl, elle décide de se consacrer à la photo et vidéo soft en n'acceptant plus de garçon dans ses scènes. Elle apparait fréquemment avec d'autres actrices lesbiennes d'Europe de l'Est, comme Eve Angel, Sandra Shine, Sandy et Sophie Moone. Elle devint Pet of penthouse en décembre 2003, puis playmate de Playboy édition tchèque de janvier 2004.
En 2007 plusieurs sources web et media ont fait grand bruit de son retour dans l'équipe de Pierre Woodman pour le film The perfectionist.